# Txatxalaca de Colòmbia
la txatxalaca de Colòmbia (Ortalis columbiana) és una espècie d'ocell de la família dels cràcids (Cracidae) que habita les valls andins del centre de Colòmbia. S'ha considerat sovint una subespècie d'Ortalis guttata.